# Rio Burtan
O Rio Burtan é um rio da Romênia afluente do Rio Jieţ, localizado no distrito de Hunedoara.